# Nunataki Levickogo
Die Nunataki Levickogo (englische Transkription von russisch Нунатаки Левицкого Nunataki Lewizkowo) sind eine Gruppe von Nunatakkern in den Grove Mountains des ostantarktischen Prinzessin-Elisabeth-Lands. Sie ragen nordwestlich des Gale Escarpment und des Mount Harding auf.
Russische Wissenschaftler benannten sie. Der Namensgeber ist nicht überliefert. 